# G7es (торпеда)
G7es(TII), також G7es (T5) «Zaunkönig» — німецька електрична з головкою самонаведення торпеда калібру 533 мм, що перебувала на озброєнні Крігсмаріне з 1943 року і до кінця Другої світової війни. Перша у світі серійна акустична торпеда. Основне торпедно-мінне озброєння підводних човнів Третього Рейху останнього етапу війни.

## Зміст
Попередником «Zaunkönig» була торпеда G7e/T4 Falke з кодовою назвою «Сокіл», яка була представлена в березні 1943 року, але не надійшла в серію і була швидко виведена з експлуатації на користь пізнішої версії, розробленої зі значними удосконаленнями. G7es була швидшою, мала більшу дальність ураження, мала магнітний або контактний детонатор і оснащувалася підривачем ударного типу.
Торпеда Т5 була здатною рушити зі швидкістю до 24 вузлів (44 км/год) і мала ефективну дальність дії близько 5000 метрів та призначалася для ураження суден транспортних конвоїв союзників, що рухались зі швидкістю від 10 (18 км/год) до 18 вузлів (33 км/год). Система самонаведення складалася з двох приймачів гідрофона, захоплюючи ціль у радіусі 30° і змінювала напрямок керма за допомогою електропневматичного пристрою. Акустична самонавідна торпеда була спеціально розроблена так, щоб реагувати на шум гребних гвинтів і, навіть якщо вона вистрелювалася не зовсім неточно, вибухала б під кормою судна.

### Технічні дані G7es
|                 |                                    |
| Розміри         | Параметри                          |
| Роки випуску    | 1943-1945                          |
| Країна-виробник | Третій Рейх                        |
| Завод-виробник  | Petroleumbetriebener Dampfgasmotor |
| Довжина         | 7186 мм                            |
| Діаметр         | 533 мм                             |
| Вага            | 1603 кг                            |
| Мотор           | електричний двигун                 |
| Швидкість       | 24 вузли                           |
| Дальність       | 5700 м                             |
| Боєголовка      | 280 кг                             |
| Наведення       | пасивне наведення                  |
| Підривач        | KHB Pi4                            |